# Hawkwind
Hawkwind – brytyjska grupa rockowa powstała w 1969. Grupa zaliczana jest do gatunku hard rocka i była prekursorem takich stylów jak space rock, heavy metal. Grupa przeszła wiele zmian personalnych, zachowując jednak swe zasadnicze brzmienie.

## Skład
- Dave Brock – śpiew, instrumenty klawiszowe, gitara, harmonijka ustna (od 1969)
- Tim Blake – instrumenty klawiszowe (1979–1980, 2000, 2002, od 2007)
- Richard Chadwick – perkusja (od 1988)
- Niall Hone – gitara basowa, instrumenty klawiszowe, gitara (od 2008)
- Mr Dibs – wokal, wiolonczela, gitara basowa (od 2007)
- Dead Fred – instrumenty klawiszowe, skrzypce, śpiew (1983-1984, od 2012
- Nik Turner – śpiew, saksofon, flet (1969–1976, 1982–1984) (zmarły)[1][2]
- Dik Mik – instrumenty klawiszowe (1969–1973) (zmarły)
- Terry Ollis – perkusja (1969–1972)
- John Harrison – gitara basowa (1969–1970) (zmarły)
- Mick Slattery – gitara (1969)
- Huw Lloyd-Langton – gitara (1969–1971, 1979–1988, 2002–2005 (zmarły)
- Thomas Crimble – gitara basowa (1970–1971)
- Del Dettmar – instrumenty klawiszowe (1971–1974)
- Dave Anderson – gitara basowa (1971–1972)
- Simon King – perkusja (1972–1979, 1979–1980)
- Lemmy Kilmister – gitara basowa, gitara, śpiew (1972–1975) (zmarły)
- Robert Calvert – śpiew (1972–1973, 1975–1979) (zmarły)
- Simon House – instrumenty klawiszowe, skrzypce (1973–1978, 1989–1991, 2000–2002) (zmarły)
- Alan Powell – perkusja (1974–1976)
- Paul Rudolph – gitara basowa (1975–1976)
- Adrian Shaw – gitara basowa (1976–1978)
- Harvey Bainbridge – gitara basowa, śpiew (1978–1981)
- Martin Griffin – perkusja (1978–1979, 1981–1983) (zmarły)
- Paul Hayles – instrumenty klawiszowe (1978)
- Steve Swindells – śpiew, instrumenty klawiszowe (1978–1979)
- Ginger Baker – perkusja (1980–1981) (zmarły)
- Keith Hale – instrumenty klawiszowe (1980–1981)
- Andy Anderson – perkusja (1983)
- Rob Heaton – perkusja (1983) (zmarły)
- Rik Martinez – perkusja (1983)
- Clive Deamer – perkusja (1983–1985)
- Alan Davey – gitara basowa (1984–1996, 2000–2007)
- Danny Thompson Jr – perkusja (1985–1988)
- Bridgette Wishart – śpiew (1990–1991)
- Ron Tree – gitara basowa (1995–2001)
- Jerry Richards – gitara (1996–2001)
- Jason Stuart – instrumenty klawiszowe (2005–2008)

## Dyskografia

### Albumy studyjne
- 1970 Hawkwind
- 1971 In Search of Space
- 1972 Doremi Fasol Latido
- 1974 Hall of the Mountain Grill
- 1975 Warrior on the Edge of Time
- 1976 Astounding Sounds, Amazing Music
- 1977 Quark, Strangeness and Charm
- 1978 25 Years On — Hawklords
- 1979 PXR5
- 1980 Levitation
- 1981 Sonic Attack
- 1982 Church of Hawkwind
- 1982 Choose Your Masques
- 1985 The Chronicle of the Black Sword
- 1988 The Xenon Codex
- 1990 Space Bandits
- 1992 Electric Tepee
- 1993 It Is the Business of the Future to Be Dangerous
- 1995 White Zone - wydany pod szyldem Psychedelic Warriors
- 1995 Alien 4
- 1997 Distant Horizons
- 1999 In Your Area — nagrania studyjne i koncertowe
- 2000 Spacebrock — solowy album Dave'a Brocka
- 2005 Take Me to Your Leader
- 2006 Take Me to Your Future
- 2012 Onward
- 2015 Stellar Variations – wydany pod szyldem Hawkwind Light Orchestra
- 2016 The Machine Stops
- 2017 Into the Woods
- 2018 Road to Utopia
- 2019 All Aboard the Skylark

### Albumy koncertowe
- 1973 Space Ritual
- 1980 Live Seventy Nine
- 1984 Space Ritual Volume 2 (1972)
- 1986 Live Chronicles
- 1991 Palace Springs
- 1994 The Business Trip
- 1996 Love In Space
- 1997 The 1999 Party
- 1999 Hawkwind 1997
- 2001 Yule Ritual
- 2002 Canterbury Fayre 2001
- 2004 Spaced Out In London
- 2006 Live '74
- 2008 Knights of Space
- 2015 Space Ritual Live
- 2017 At The Roundhouse

### Kompilacje
- 1980 The Weird Tapes Volumes 1-8 (1966-1983)
- 1983 The Text of Festival (1970-1971)
- 1983 Zones (1980 i 1982)
- 1984 This Is Hawkwind, Do Not Panic (1980 i 1984)
- 1984 Bring Me the Head of Yuri Gagarin (1973)
- 1985 Hawkwind Anthology (1967-1982)
- 1987 Out & Intake (1982 i 1986)
- 1991 BBC Radio 1 Live in Concert (1972)
- 1992 The Friday Rock Show Sessions (1985)
- 1992 Hawklords Live (1978)
- 1992 California Brainstorm (1990)
- 1995 Undisclosed Files Addendum (1984 i 1988)
- 1999 Glastonbury 90 (1990)
- 1999 Choose Your Masques: Collectors Series Volume 2 (1982)
- 1999 Complete '79: Collectors Series Volume 1 (1979)
- 1999 Epocheclipse
- 2000 Atomhenge 76 (1976)
- 2002 Live 1990 (1990)
- 2006 The Collection